# Sofia Adelaide in Baviera
Duchessa Sofia Adelaide Ludovica Maria in Baviera (Possenhofen, 22 febbraio 1875 – Seefeld, 4 settembre 1957) membro della casata di Wittelsbach, fu duchessa in Baviera per nascita e contessa di Toerring-Jettenbah per matrimonio.

## Biografia

### Infanzia
Sofia Adelaide nacque a Possenhofen il 22 febbraio 1875. I suoi genitori erano Carlo Teodoro, duca in Baviera, e l'Infanta Maria José, la figlia del deposto re Michele del Portogallo.
La madre, essendo una persona molto religiosa, seguì da vicino la formazione delle figlie e cercò di infondere un senso di responsabilità e rispetto per le tradizioni e per la loro religione.
La famiglia viveva nel castello di Tegernsee, dove nel 1880 i genitori aperto una clinica oculistica. Carlo Teodoro eseguiva le operazioni, e Maria José era al suo fianco. Nel 1895 acquistarono una casa a Monaco di Baviera, dove aprirono un'altra clinica per i poveri.

### Matrimonio
Il 26 luglio 1898, Sofia Adealide sposò Hans Veit zu Toerring-Jettenbach. La cerimonia si svolse presso Seefeld, castello di proprietà dello sposo.

### Morte
Hans Fede morì 29 ottobre 1929. Sofia Adelaide morì il 4 settembre 1957 nel castello di Seefeld.

## Discendenza
La duchessa Sofia Adealide e il conte Hans Veit zu Toerring-Jettenbach ebbero tre figli:
- Carlo Teodoro (1900 - 1967) conte Toerring-Jettenbach, sposò la Principessa Elisabetta di Grecia e Danimarca, ebbero un figlio e una figlia;
- Maria Antonia Josepha (1902 - 1988), sposò Anton Voernerom, ebbero due figlie;
- Hans Heribert (1903 - 1977) conte Toerring-Jettenbach, sposò Vittoria Lindpeynter, in prime nozze; in seconde nozze sposò la baronessa Immacolata Marie von Valdbott Bassenhaym da cui ebbe cinque figli.

## Ascendenza
|                                           |                            |                                                                  | Genitori                                       |  |  | Nonni |  |  | Bisnonni               |  |  | Trisnonni            |  |
|                                           |                            |                                                                  |                                                |  |  |       |  |  | Pio Augusto in Baviera |  |  | Guglielmo in Baviera |  |
|                                           |                            |                                                                  |                                                |  |  |       |  |  | Pio Augusto in Baviera |  |  | Guglielmo in Baviera |  |
|                                           |                            | Maria Anna di Zweibrücken-Birkenfeld                             |                                                |  |  |       |  |  | Pio Augusto in Baviera |  |  |                      |  |
| Massimiliano Giuseppe in Baviera          |                            |                                                                  |                                                |  |  |       |  |  | Pio Augusto in Baviera |  |  |                      |  |
|                                           |                            | Amalia Luisa di Arenberg                                         | Louis-Marie, Duca di Arenberg                  |  |  |       |  |  |                        |  |  |                      |  |
|                                           |                            | Amalia Luisa di Arenberg                                         | Louis-Marie, Duca di Arenberg                  |  |  |       |  |  |                        |  |  |                      |  |
|                                           |                            | Amalia Luisa di Arenberg                                         | Marie Adélaïde Julie de Mailly                 |  |  |       |  |  |                        |  |  |                      |  |
| Carlo Teodoro in Baviera                  |                            | Amalia Luisa di Arenberg                                         |                                                |  |  |       |  |  |                        |  |  |                      |  |
|                                           |                            | Massimiliano I Giuseppe di Baviera                               | Federico Michele di Zweibrücken-Birkenfeld     |  |  |       |  |  |                        |  |  |                      |  |
|                                           |                            | Massimiliano I Giuseppe di Baviera                               | Federico Michele di Zweibrücken-Birkenfeld     |  |  |       |  |  |                        |  |  |                      |  |
|                                           |                            | Massimiliano I Giuseppe di Baviera                               | Maria Francesca del Palatinato-Sulzbach        |  |  |       |  |  |                        |  |  |                      |  |
| Ludovica di Baviera                       |                            | Massimiliano I Giuseppe di Baviera                               |                                                |  |  |       |  |  |                        |  |  |                      |  |
|                                           |                            | Carolina di Baden                                                | Carlo Luigi di Baden                           |  |  |       |  |  |                        |  |  |                      |  |
|                                           |                            | Carolina di Baden                                                | Carlo Luigi di Baden                           |  |  |       |  |  |                        |  |  |                      |  |
|                                           |                            | Carolina di Baden                                                | Amalia d'Assia-Darmstadt                       |  |  |       |  |  |                        |  |  |                      |  |
| Duchessa Sofia Adelaide in Baviera        |                            | Carolina di Baden                                                |                                                |  |  |       |  |  |                        |  |  |                      |  |
|                                           | Giovanni VI del Portogallo | Pietro III del Portogallo                                        |                                                |  |  |       |  |  |                        |  |  |                      |  |
|                                           | Giovanni VI del Portogallo | Pietro III del Portogallo                                        |                                                |  |  |       |  |  |                        |  |  |                      |  |
|                                           | Giovanni VI del Portogallo | Maria I del Portogallo                                           |                                                |  |  |       |  |  |                        |  |  |                      |  |
| Michele I del Portogallo                  | Giovanni VI del Portogallo |                                                                  |                                                |  |  |       |  |  |                        |  |  |                      |  |
|                                           |                            | Carlotta Gioacchina di Spagna                                    | Carlo IV di Spagna                             |  |  |       |  |  |                        |  |  |                      |  |
|                                           |                            | Carlotta Gioacchina di Spagna                                    | Carlo IV di Spagna                             |  |  |       |  |  |                        |  |  |                      |  |
|                                           |                            | Carlotta Gioacchina di Spagna                                    | Maria Luisa di Parma                           |  |  |       |  |  |                        |  |  |                      |  |
| Infanta Maria José di Portogallo          |                            | Carlotta Gioacchina di Spagna                                    |                                                |  |  |       |  |  |                        |  |  |                      |  |
|                                           |                            | Costantino, Principe Ereditario di Löwenstein-Wertheim-Rosenberg | Carlo Tommaso di Löwenstein-Wertheim-Rosenberg |  |  |       |  |  |                        |  |  |                      |  |
|                                           |                            | Costantino, Principe Ereditario di Löwenstein-Wertheim-Rosenberg | Carlo Tommaso di Löwenstein-Wertheim-Rosenberg |  |  |       |  |  |                        |  |  |                      |  |
|                                           |                            | Costantino, Principe Ereditario di Löwenstein-Wertheim-Rosenberg | Sofia di Windisch-Grätz                        |  |  |       |  |  |                        |  |  |                      |  |
| Adelaide di Löwenstein-Wertheim-Rosenberg |                            | Costantino, Principe Ereditario di Löwenstein-Wertheim-Rosenberg |                                                |  |  |       |  |  |                        |  |  |                      |  |
|                                           |                            | Agnese di Hohenlohe-Langenburg                                   | Carlo Ludovico I di Hohenlohe-Langenburg       |  |  |       |  |  |                        |  |  |                      |  |
|                                           |                            | Agnese di Hohenlohe-Langenburg                                   | Carlo Ludovico I di Hohenlohe-Langenburg       |  |  |       |  |  |                        |  |  |                      |  |
|                                           |                            | Agnese di Hohenlohe-Langenburg                                   | Amalia Enrichetta di Solms-Baruth              |  |  |       |  |  |                        |  |  |                      |  |
|                                           |                            | Agnese di Hohenlohe-Langenburg                                   |                                                |  |  |       |  |  |                        |  |  |                      |  |